# Баррі Гюльсгофф
Баррі Гюльсгофф (нід. Barry Hulshoff, 30 вересня 1946, Девентер — 16 лютого 2020) — нідерландський футболіст, що грав на позиції центрального захисника. По завершенні ігрової кар'єри — тренер.
Більшу частину кар'єри гравця провів виступаючи за «Аякс» у період його найбільшого розквіту, ставши з командою семиразовим чемпіоном Нідерландів, триразовим володарем Кубка чемпіонів УЄФА, дворазовим володарем Суперкубка Європи та володарем Міжконтинентального кубка. Також грав за національну збірну Нідерландів.

## Клубна кар'єра
Баррі Гюльсгофф почав грати у футбол в академії «АВВ Зебургія», але після сварки залишив клуб і перейшов у столичний «Аякс» у віці 16 років, де став грати на юнацькому рівні. Тоді його називали «антифутболістом» і порівнювали зі знаком питання через його типову поставу. Але після того як тренери перевели Баррі з позиції лівого крайнього в центр захисту, він став стабільним гравцем молодіжної команди.
9 січня 1966 року Гюльсгофф дебютував за першу команду «Аяксу» в матчі проти «Феєнорда» і виграв з клубом чемпіонські титули 1966 і 1967 років, а також Кубок 1967 року, обігравши у фіналі «НАК Бреду», втім основним гравцем амстердамців на цей момент не був.

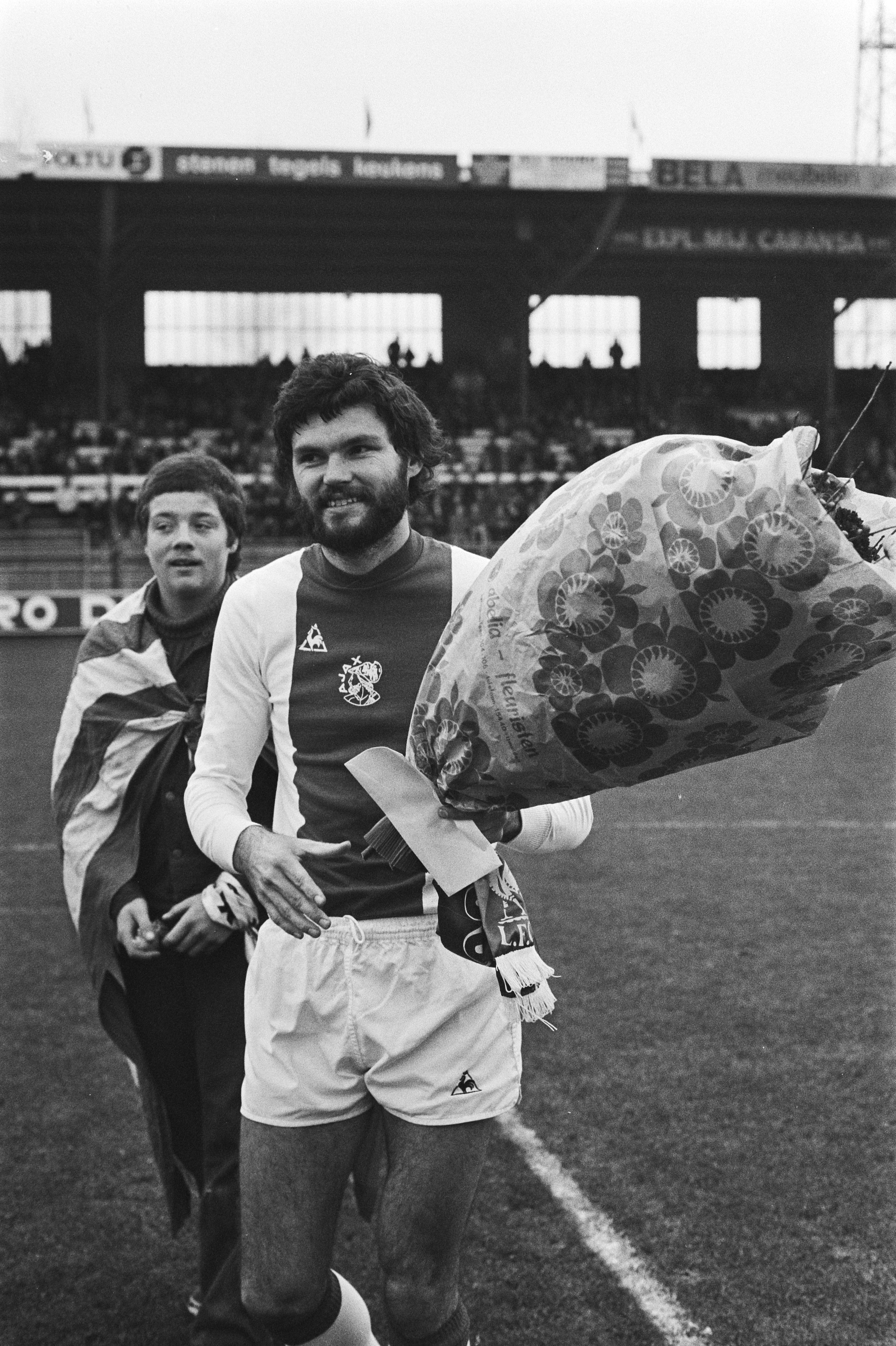
Баррі Гюльсгофф під час виступів за «Аякс». 1976 рік.

З сезону 1967/68 Гюльсгофф нарешті став основним гравцем і сформувавши захисну лінію разом із югославським збірником Велибором Васовичем виграв третій чемпіонський титул поспіль у 1968 році. Наступного сезону 1968/69 команда не могла похвалитися жодними новими титулами, але вперше у своїй історії дійшла до фіналу Кубка європейських чемпіонів 1969 року. Там нідерландці зустрілись з зірковим «Міланом» за який грали Карл-Гайнц Шнеллінгер, Джованні Трапаттоні та диригент півзахисту Джанні Рівера. Молоді амстердамці не могли зрівнятися з досвідом володаря Кубка європейських чемпіонів 1963 року і розгромно програли 1:4 на стадіоні Сантьяго Бернабеу в Мадриді перед 32 000 глядачів.
У 1970 році «Аякс» виграв «золотий дубль», вигравши одночасно кубок і чемпіонат країни, і знову кваліфікувався до Кубка європейських чемпіонів. Через учать у єврокубку наступного сезону «Аякс» на національному рівні поступився місцем своєму головному супернику «Феєнорду» з Роттердама в чемпіонаті і зміг виграти лише кубок, але знову дійшов до фіналу європейських чемпіонів 1971 року. Цього разу на лондонському стадіоні «Вемблі» їм протистояв менш грізний афінський «Панатінаїкос». У підсумку амстердамський клуб переміг з рахунком 2:0, використовуючи так званий «тотальний футбол», який дав команді перевагу у європейському футболі і дозволив вперше виграти Кубок європейських чемпіонів.
З сезону 1971/72 у Гюльсгоффа з'явився новий партнер у центрі оборони. Ним став німець Горст Бланкенбург, який замінив Васовича, що завершив кар'єру за станом здоров'я, а румун Штефан Ковач замінив Рінуса Міхельса на посаді головного тренера. В очах багатьох завдяки цьому «Аякс» набрав ентузіазму та творчості. 1972 рік став найуспішнішим в історії клубу — «Аякс» на національному рівні виграв «золотий дубль», а в фіналі Кубка європейських чемпіонів, на цей раз в Роттердамі, переміг італійське «Інтернаціонале» (2:0) із захисником Джачінто Факкетті, півзахисником Сандро Маццолою та зірковим нападником Роберто Бонінсеньї. Четвертий титул протягом року «Аякс» здобув у вересні, перемігши найкращу команду Південної Америки «Індепендьєнте» у Міжконтинентальному кубку. «Аякс» зіграв унічию в Аргентині та розгромив суперника 3:0 у матчі-відповіді, а Баррі відіграв повністю обидві гри. В цей час він був одним з найкращих європейських футболістів і у  опитуванні «Золотий м'яч», який визначав найкращого футболіста Європи, фінішував сьомим у 1972 році і дев'ятнадцятим у 1973.
У 1973 році «Аякс» захистив чемпіонський титул і втретє поспіль виграв Кубок європейських чемпіонів, цього разу мінімально 1:0, завдяки голу Джонні Репа на четвертій хвилині у ворота туринського «Ювентуса», після чого захист амстердамців разом із Гюльсгоффом змогли втримати свої ворота «сухими». На даний момент це був останній великий успіх «Аякса», оскільки наприкінці сезону лідер команди Йоган Кройф покинув клуб, щоб приєднатися до Рінуса Міхельса в «Барселоні».
Без Кройфа Гюльсгофф з командою майже одразу виграв дебютний Суперкубок Європи 1973 року, але в наступні роки клуб втратив позиції не лише на європейські арені, але і у внутрішніх змаганнях, вигравши лише чемпіонат 1977 року. По його завершенні Баррі перейшов у клуб МВВ, за який виступав протягом 1977—1979 років, після чого став технічним директором клубу «Фортуна» (Сіттард).
1982 року австрієць Гайнц Шільхер, з яким Гюльсгофф разом грав в «Аяксі» на початку 1970-х, і який зараз працював у тренерському штабі австрійського «Штурма», переконав Баррі повернутися на поле. Гюльсгофф провів лише три матчі вищого дивізіону країни, а також взяв участь в обох іграх першого раунду Кубка УЄФА проти румунського клубу «Корвінул» (Хунедоара). Після цього він був недовго технічним директором клубу, але з особистих причин змушений був повернутися до Голландії незадовго до початку сезону 1983/84, остаточно завершивши ігрову кар'єру.

## Виступи за збірну
10 жовтня 1971 року дебютував в офіційних іграх у складі національної збірної Нідерландів у матчі відбору на Євро-1972 проти збірної НДР, який завершився перемогою нідерландців з рахунком 3:2, а Гюльсгофф забив свій перший гол за збірну. У двох наступних матчах за збірну того року він також забив по одному голу, а у першому міжнародному матчі 1972 року, у товариській грі проти Греції (5:0), відзначився дублем.

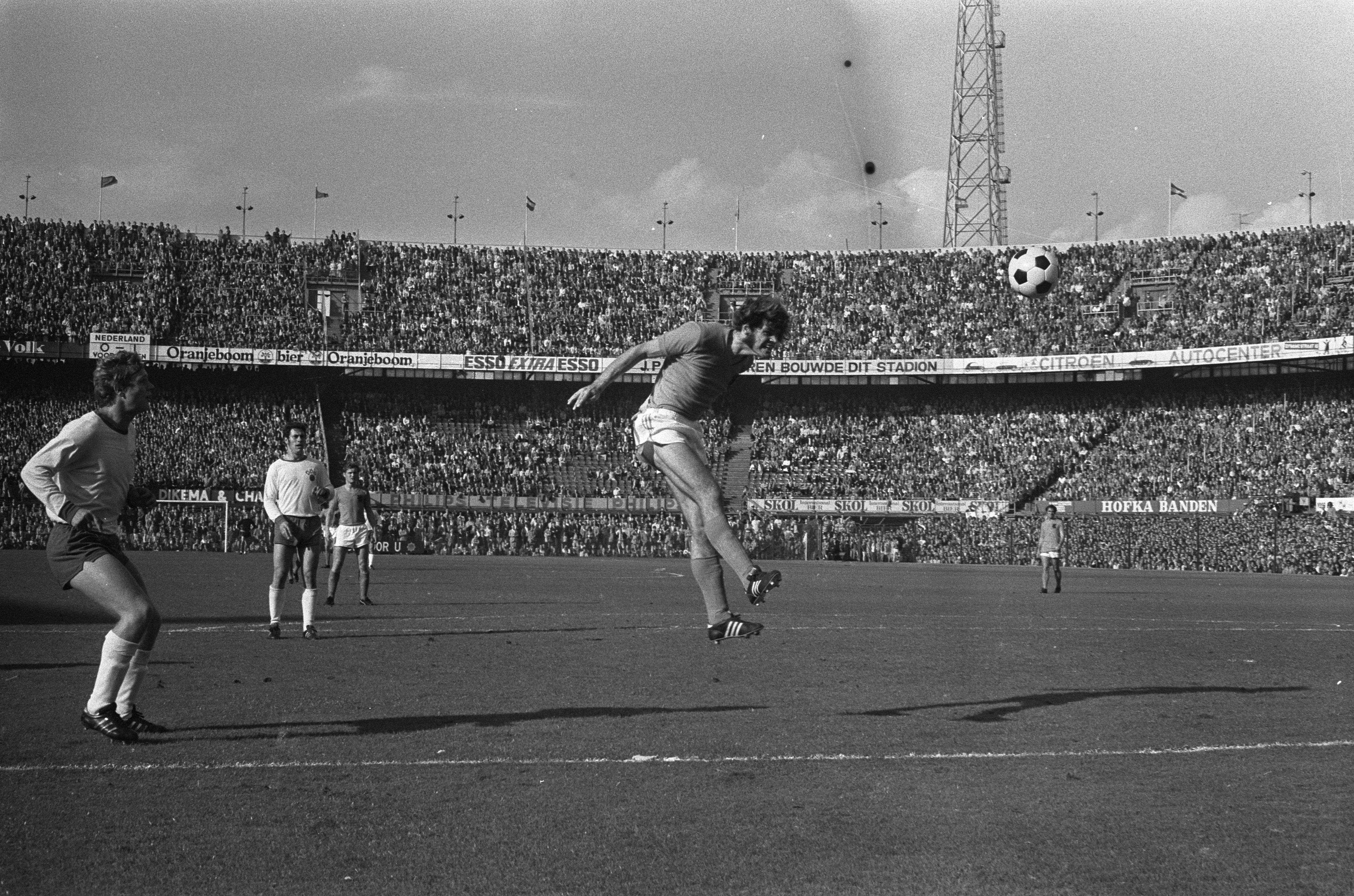
Баррі Гюльсгофф забиває гол у ворота збірної НДР у дебютній грі у складі збірної Нідерландів. 1971 рік.

Того ж року збірна пройшла кваліфікацію на чемпіонат світу 1974 року в ФРН. Це сталося не в останню чергу завдяки Баррі Гюльсгоффу, який у вересні 1973 року в передостанньому матчі відбору в Осло за три хвилини до кінця гри забив переможний гол у ворота збірної Норвегії (2:1). Це був його шостий і останній гол за збірну. У останній грі відбору у листопаді нідерландці разом з Гюльсгоффом змогли втримати нічию 0:0 з Бельгією, чого було достатньо, щоб «помаранчеві» вийшли на чемпіонат світу завдяки кращій різниці м'ячів.
Це був останній виступ за збірну для Баррі. Він не зміг взяти участь у чемпіонаті світу через травму, що багато хто вважав серйозним ослабленням лінії захисту Нідерландів, які в підсумку програли фінальний матч «мундіалю». Загалом протягом кар'єри у національній команді, яка тривала 3 роки, провів у її формі 14 матчів, забивши 6 голів.

## Кар'єра тренера
У 1984—1987 роках Гюльсгофф тренував аматорський бельгійський клуб «Вюствезел», а 1987 році приєднався до тренерського штабу «Аякса». Після того, як тодішній головний тренер «Аякса» Йоган Кройф пішов у відставку в січні 1988 року, тріумвірат, який складався з Гюльсгоффа, Антуана Кона та Боббі Гармса, взяв на себе управління командою. Саме Гюльсгофф керував командою як головний тренер у другому матчі за Суперкубок Європи у січні, а також фіналі Кубка володарів кубків 1988 року у травні, але в обох матчах амстердамці програли з однаковим рахунком 0:1 і залишились без трофеїв. У національному чемпіонаті «Аякс» був лише другим після ПСВ Ейндговена, після чого тріумвірат змінив німець Курт Ліндер.

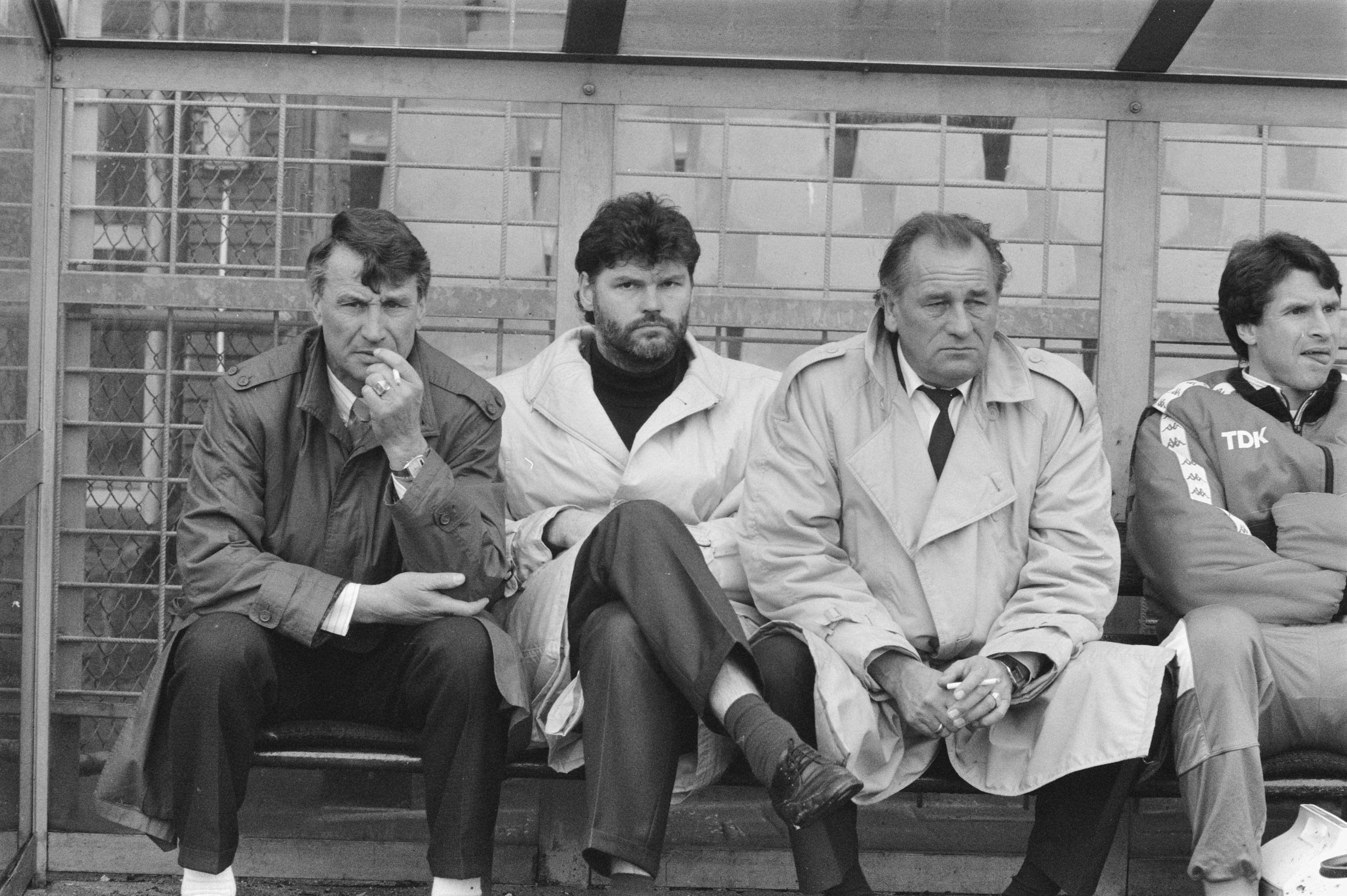
Тріумвірат Кон—Гюльсгофф—Гармс на тренерській лаві «Аякса». 1988 рік.

В 1989 році Баррі став головним тренером бельгійського клубу «Льєрс». Під керівництвом Гюльсгоффа клуб у чемпіонаті Бельгії сезону 1989/90 посів 12 місце, а роком пізніше у сезоні 1990/91 клуб посів 11 місце. У 1991 році Баррі залишив посаду головного тренера «Льєрса» і недовго працював з грецьким клубом «ПАС Яніна».
Надалі Гюльсгофф повернувся до Бельгії, де очолював команди «Вестерло», «Беверен», «Беєрсхот», «Сент-Трюйден», «Ендрахт» та «Мехелен», але серйозних результатів не досяг.
У 2002 році він повернувся до Нідерландів і став технічним директором клубу «Віллем II», де він пропрацював до березня наступного року. У 2005 році він обійняв цю ж посаду у клубі «Аякс Орландо», франшизі «Аякса» у США, де він змінив свого колишнього товариша по команді Віма Сюрбіра. Але й там активність не була довгостроковою, оскільки клуб припинив грати в середині 2006 року і був розпущений. Тим не менш Гюльсгофф залишався керівником структури «Аякс Америка», до якої входила жіноча команда з Каліфорнії.
Згодом Гюльсгофф знову повернувся до «Вестерло», увійшовши до тренерського штабу Яна Кулеманса. Йому в основному довіряли керівництво молодіжною командою, але після призначення на посаду головного тренера в травні 2012 року Франка Даувена, він призначив Гюльсгоффа до свого штабу в статусі асистента.
14 грудня 2010 року Гюльсгофф був обраний до Ради членів «Аякса». Це сталося після дзвінка Йогана Кройфа з проханням включити більше колишніх футболістів клубу до Ради. 2016 року він також став агентом Маттейса де Лігта. і обіймав цю роль з 2018 року разом з Міно Райолою.
Помер 16 лютого 2020 року на 74-му році життя, після нетривалої хвороби.

## Статистика виступів

### Статистика клубних виступів

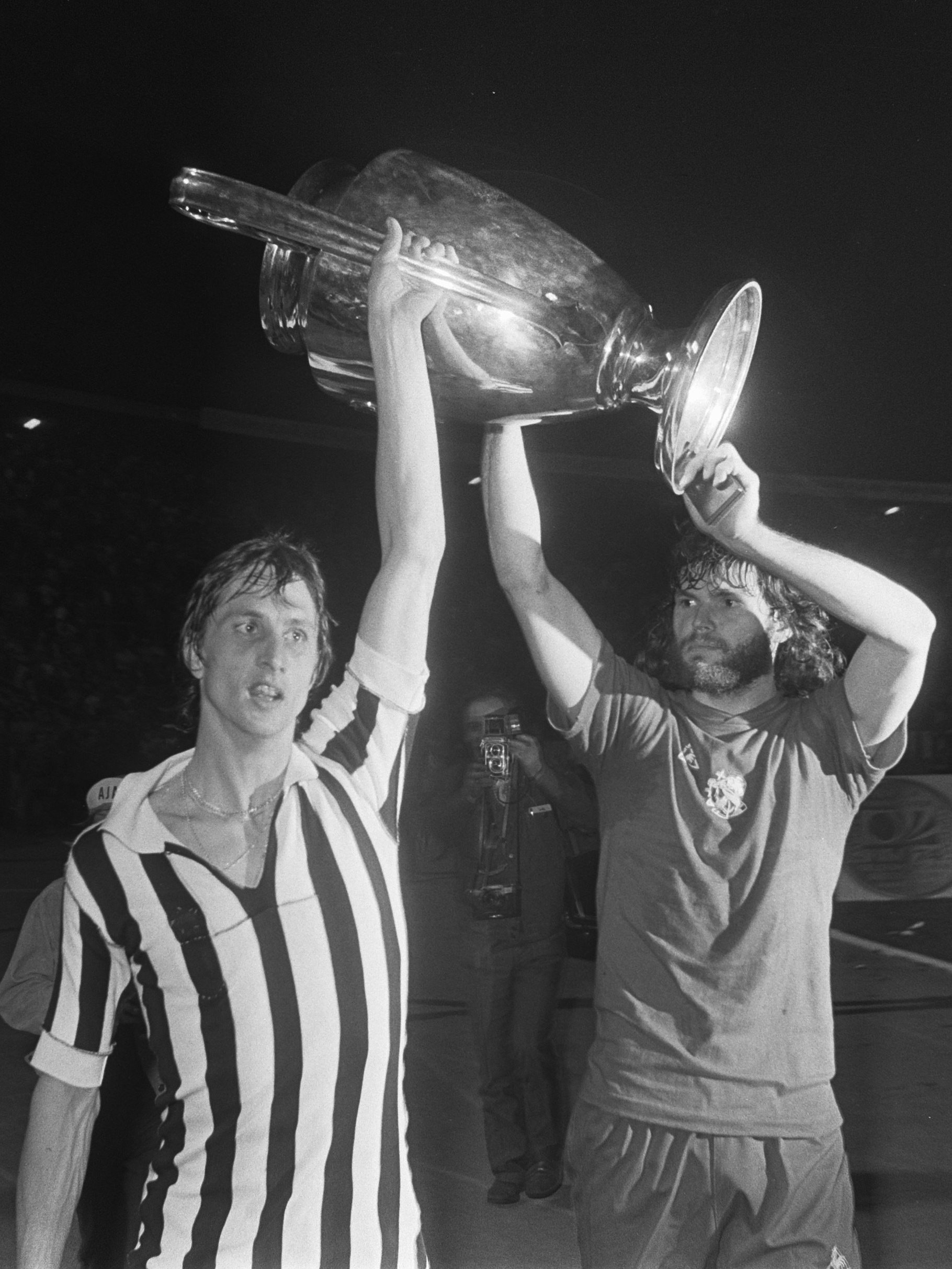
Гюльсгофф (праворуч) і Йоган Кройф з кубком європейських чемпіонів після матчу проти «Ювентуса». 1973 рік.

| Сезон            | Команда          | Чемпіонат        | Чемпіонат | Чемпіонат | Національний кубок | Національний кубок | Національний кубок | Континентальні кубки | Континентальні кубки | Континентальні кубки | Інші змагання | Інші змагання | Інші змагання | Усього | Усього |
| Сезон            | Команда          | Ліга             | Ігор      | Голів     | Ліга               | Ігор               | Голів              | Ліга                 | Ігор                 | Голів                | Ліга          | Ігор          | Голів         | Ігор   | Голів  |
| ---------------- | ---------------- | ---------------- | --------- | --------- | ------------------ | ------------------ | ------------------ | -------------------- | -------------------- | -------------------- | ------------- | ------------- | ------------- | ------ | ------ |
| 1965–66          | «Аякс»           | ЕД               | 3         | 0         | КН                 | -                  | -                  | -                    | -                    | -                    | -             | -             | -             | 3      | 0      |
| 1966–67          | «Аякс»           | ЕД               | 11        | 0         | КН                 | 1                  | 0                  | КЧ                   | 1                    | 0                    | -             | -             | -             | 13     | 0      |
| 1967–68          | «Аякс»           | ЕД               | 27        | 0         | КН                 | 5                  | 0                  | КЧ                   | 2                    | 0                    | -             | -             | -             | 34     | 0      |
| 1968–69          | «Аякс»           | ЕД               | 29        | 1         | КН                 | 3                  | 0                  | КЧ                   | 12                   | 0                    | -             | -             | -             | 44     | 1      |
| 1969–70          | «Аякс»           | ЕД               | 32        | 1         | КН                 | 6                  | 1                  | КЯ                   | 10                   | 0                    | -             | -             | -             | 48     | 2      |
| 1970–71          | «Аякс»           | ЕД               | 33        | 2         | КН                 | 6                  | 0                  | КЧ                   | 9                    | 2                    | -             | -             | -             | 48     | 4      |
| 1971–72          | «Аякс»           | ЕД               | 32        | 5         | КН                 | 5                  | 1                  | КЧ                   | 9                    | 0                    | -             | -             | -             | 46     | 6      |
| 1972–73          | «Аякс»           | ЕД               | 32        | 2         | КН                 | 1                  | 0                  | КЧ                   | 8                    | 1                    | МКК           | 2             | 0             | 43     | 3      |
| 1973–74          | «Аякс»           | ЕД               | 22        | 3         | КН                 | 2                  | 0                  | КЧ                   | 2                    | 0                    | СУ            | 2             | 0             | 28     | 3      |
| 1974–75          | «Аякс»           | ЕД               | 6+2       | 0         | КН                 | 2                  | 0                  | КУЄФА                | 1                    | 0                    | -             | -             | -             | 11     | 0      |
| 1975–76          | «Аякс»           | ЕД               | 32        | 3         | КН                 | 3                  | 1                  | КУЄФА                | 5                    | 0                    | -             | -             | -             | 40     | 4      |
| 1976–77          | «Аякс»           | ЕД               | 25        | 1         | КН                 | 1                  | 0                  | КУЄФА                | 2                    | 0                    | -             | -             | -             | 28     | 1      |
| Усього за «Аякс» | Усього за «Аякс» | Усього за «Аякс» | 284+2     | 18        |                    | 35                 | 3                  |                      | 61                   | 3                    |               | 4             | 0             | 386    | 24     |
| 1977–78          | МВВ              | ЕР               | 32        | 3         | КН                 | ?                  | ?                  | -                    | -                    | -                    | -             | -             | -             | 32+    | 3+     |
| 1978–79          | МВВ              | ЕД               | 25        | 1         | КН                 | ?                  | ?                  | -                    | -                    | -                    | -             | -             | -             | 25+    | 1+     |

## Титули і досягнення
- Чемпіон Нідерландів (7):

«Аякс»: 1965/66, 1966/67, 1967/68, 1969/70, 1971/72, 1972/73, 1976/77
- Володар Кубка Нідерландів (4):

«Аякс»: 1966/67, 1969/70, 1970/71, 1971/72
- Володар Кубка чемпіонів УЄФА (3):

«Аякс»: 1970/71, 1971/72, 1972/73
- Володар Міжконтинентального кубка (1):

«Аякс»: 1972
- Володар Суперкубка Європи (2):

«Аякс»: 1972, 1973